# بحيرة آمرلي
بحيرة آمرلي هي بحيرة طبيعية تقع في ناحية سليمان بيك في قضاء آمرلي شرق محافظة صلاح الدين وسط العراق
تتميز البحيرة باجوائها الساحرة خاصة في فصل الربيع وتحيط بها الهضاب الجبلية والبساتين 
تعتبر معلما سياحيا مهما للتنزه وصيد الاسماك والتخييم .